# Кливанион

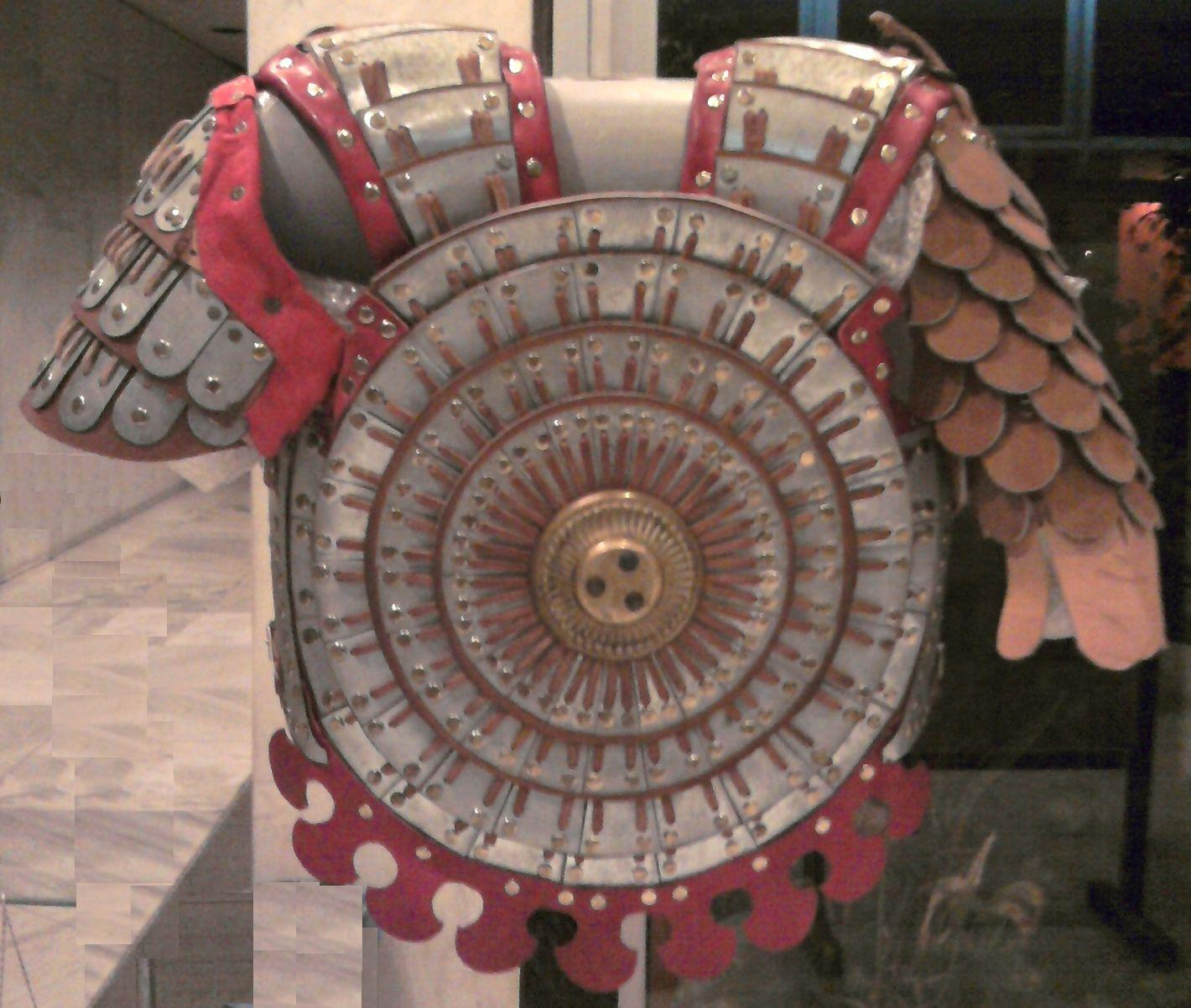
Современная авторская реконструкция византийского ламеллярного доспеха кливаниона (ед. число Κλιβάνιον)

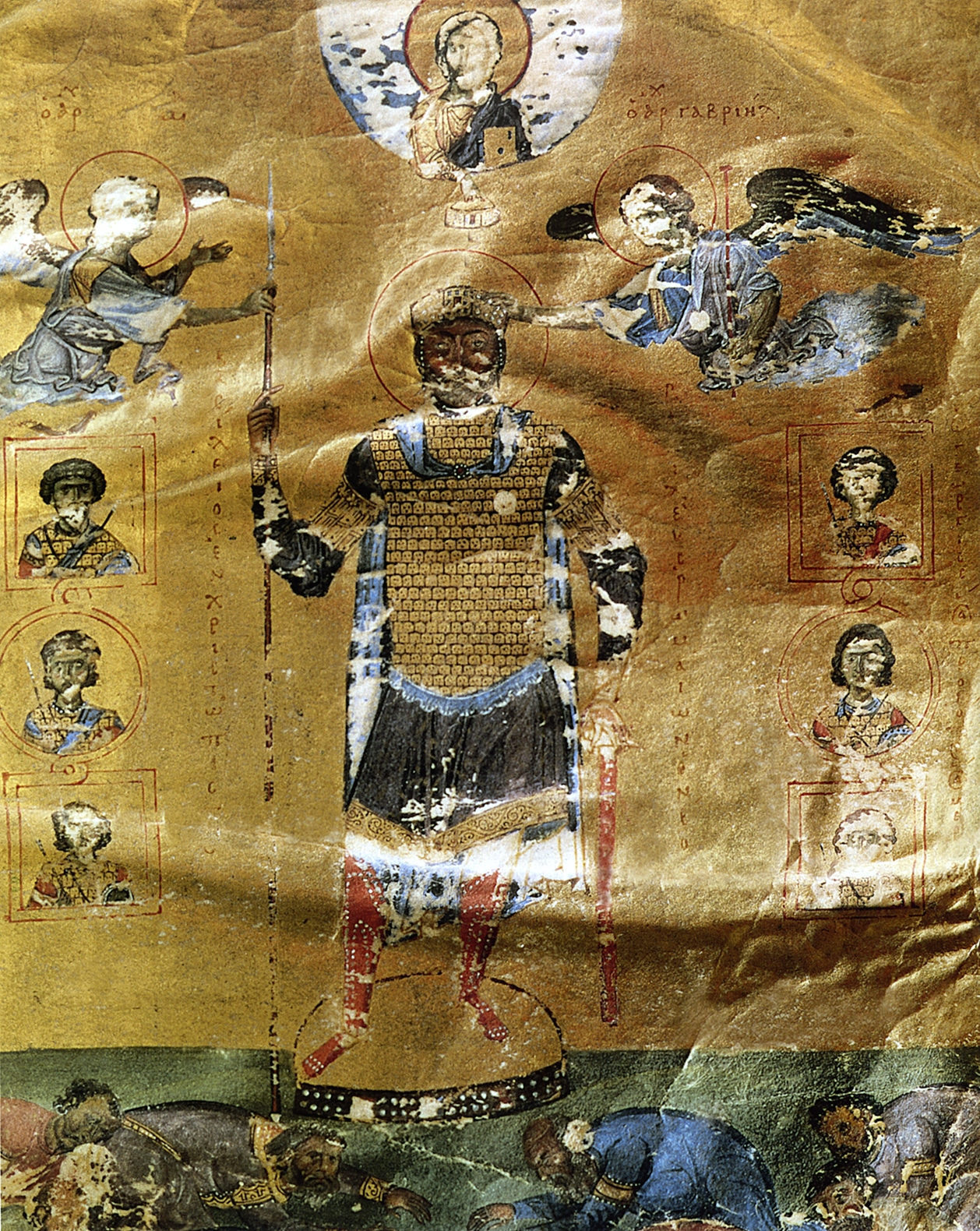
Изображение императора Василия II в позолоченном кливанионе

Кливанион или клибанион (греч. κλιβάνιον) представлял собой византийскую ламеллярную кирасу, изготовленную из металлических пластин (чешуек или пластин), сшитых из кожи или ткани, дополненный птеригами (кожаными полосами), защищающими плечи и спину. Говорят, что название происходит от греческого klivanos (κλίβανος), что означает «печь», потому что эта кираса имела свойство становиться невыносимо горячей при ношении на солнце. Он был частью брони тяжёлой византийской кавалерии.